# Ghior
Ghior (en bengali : ঘিওর) est une upazila du Bangladesh dans le district de Manikganj. En 1991, on y dénombrait 155 907 habitants.